# María Esperanza de Bianchini
María Esperanza de Bianchini (Barrancas, 22 novembre 1928 – Contea di Ocean, 7 agosto 2004) è stata una mistica venezuelana di fede cattolica.
Il 31 gennaio 2010, il vescovo statunitense Paul Gregory Bootkoski ha dato inizio alla fase diocesana del processo di beatificazione e canonizzazione di María Esperanza de Bianchini, facendole attribuire il titolo di Serva di Dio. Il rito ha avuto luogo nella Cattedrale diocesana di san Francesco d'Assisi a Metuchen, nel New Jersey. Le apparizioni di Finca Betania sono state approvata dall'allora vescovo diocesano, mentre a maggio del 2008 la Congregazione per la dottrina della fede aveva riconosciuto l'autenticità di dodici fenomeni teofanici.

## Biografia
Nata a Barricanas, vicino al fiume Orinoco, fu soggetta a fatti paranormali fin dalla giovinezza. Dopo una iniziale vocazione per la vita monastica, il 3 ottobre 1954 le sarebbe apparso in sogno don Giovanni Bosco che le avrebbe predetto l'incontro del suo futuro sposo il 1º novembre, in occasione della Solennità di Ognissanti. Devota di santa Teresa di Lisieux, alcuni anni dopo la stessa protagonista confermò tale versione dei fatti. L'8 dicembre si sposò a san Pietro con un uomo dal quale avrebbe poi avuto sette figli e venti nipoti.
I fedeli di María Esperanza de Bianchini le attribuiscono carismi dello Spirito Santo e altri doni di provenienza angelica che includono. bilocazione, levitazione durante la Santa Messa, telepatia e lettura del cuore altrui, chiaroveggenza/profezia e conoscenza del passato, l'estasi, stigmate, guarigioni miracolose, fino ad arrivare all'odore di santità, che è l'assenza di decomposizione delle spoglie mortali, una ricognizione ordinariamente prevista dal diritto canonico come uno degli elementi di prova più favorevoli per la canonizzazione. La sua agiografia vuole che parlasse con Padre Pio (18887-1968), suo direttore spirituale di una vita. Il frate con le stigmate le avrebbe donato il suo mantello e le sarebbe apparso il giorno prima dell morte, mentre anche il marito era presente con lei.
Nel 1976 ebbe la prima visione mariana. La sua notorietà a livello mondiale arrivò il 25 marzo 1984 quando centocinquanta persone testimoniarono le apparizioni di Finca Betania. Durante tale evento, la Madre di Gesù si presentò col titolo mariano di "Maria, Vergine e Madre, riconciliatrice di tutti i popoli e di tutte le nazioni". Undici anni più tardi, l'apparizione e di conseguenza il titolo mariano ebbero l'approvazione ecclesiastica del vescovo di Los Teques Pio Bello Ricardo, che autorizzò il culto di venerazione di María Esperanza a livello diocesano, in accordo con il cardinale Joseph Ratzinger, allora prefetto della Congregazione per la dottrina della fede.
Nel 1979, Maria Esperanza creò la Betania Foundation, un'organizzazione caritatevole di laici che promuove l'evangelizzazione, l'educazione e lo sviluppo del benessere sociale, la vita famigliare e la giustizia sociale. La sua opera è stata portata avanti dai famigliari sopravvissuti alla sua morte, eredi del suo patrimonio spirituale e che hanno preso parte alla fondazione da lei istituita.
Si spense il 7 agosto 2004 a Long Beach Island, nella Contea di Ocean, all'età di settantacinque anni.